# Jeans déchiré

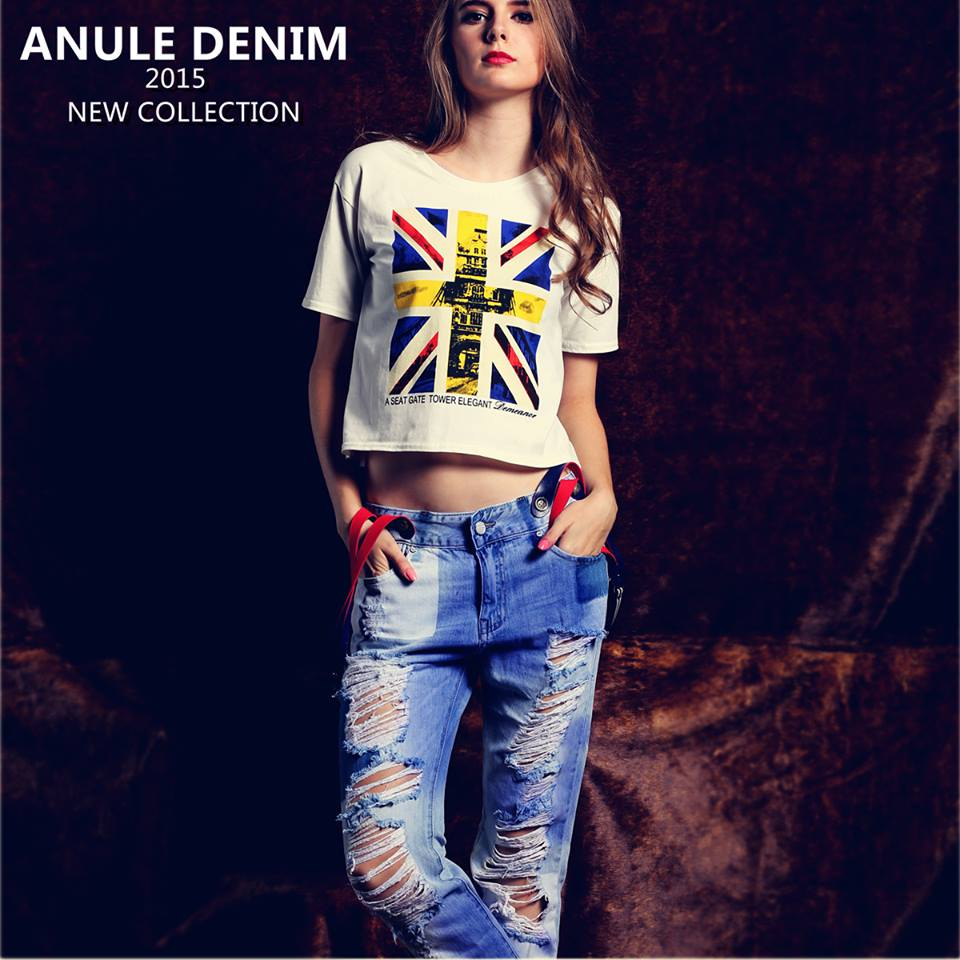
Modèle portant un jeans déjà déchiré pour une collection en 2015.

Un jeans déchiré, ou jeans troué, est un jeans ayant des trous, souvent au niveau des genoux, créés par l'usure ou de manière volontaire. 
Jacques Brunel écrit en 2017 dans un article que le jean troué « envoie des messages nombreux, souvent contradictoires : la pauvreté et la richesse ». Cette contradiction est liée à une réappropriation de ce code vestimentaire qui était traditionnellement déprécié, pour devenir à la mode.

## Historique
Les jeans troués sont un élément de mode des années 1980, 90 et de la fin des années 2000, associés respectivement à l'image du punk rock (notamment à l'image du groupe the Ramones, ou de Iggy Pop) ou du hard rock, du grunge ou encore du Hip-hop et sur la dernière période à un esthétisme moins marginal et plus urbain. Cette mode controversée est régulièrement remise en cause dans la presse.

## Interdictions en milieu scolaire
Régulièrement, se pose en France ou en Belgique, le problème de l'interdiction du port de jeans troués dans certains établissements scolaires,,. En effet, il n'y a pas de cadre légal : tout dépend du règlement intérieur de l'établissement et chaque établissement peut imposer son propre code vestimentaire.

## Politiques de la mode
Selon Ana Finel Honigman, les jeans troués ont certes été réappropriés depuis leurs débuts en tant que vêtements de contre-culture, mais il y a une distinction entre l'usage qui en est fait dans le stylisme des défilés de mode et celui de la fast fashion. Les entreprises de fast fashion créent des jeans troués peu chers pour les vendre en masse et faire un profit commercial, alors que les créateurs de mode qui font des trous dans des jeans pour être portés sur des podiums le font souvent avec un respect tout particulier pour le tissu. De plus, tout comme les punks qui revendiquent d'user leurs vêtements jusqu'à la corde, les designers utilisent généralement le jean troué pour faire passer une critique du consumérisme, par exemple dans les collections de Rei Kawakubo, Marc Jacobs, Ann-Sofie Back, Rodarte et Ashish.
Selon Rebecca Collins, la popularité des jeans troué est due à la culture de la fast fashion instillée par le consumérisme, à cause duquel le fait de réparer ses vêtements est perçu comme ringard.